# 裂柄瘿螨属
裂柄瘿螨属（学名：Dichopelmus）为瘿螨科的一个属。

## 下级分类
本属包括以下物种：
- 竹裂柄瘿螨 Dichopelmus bambusae Kuang et Feng[1]